# Helina imitatrix
Helina imitatrix är en tvåvingeart som beskrevs av Malloch 1924. Helina imitatrix ingår i släktet Helina och familjen husflugor. Inga underarter finns listade i Catalogue of Life.